# Leonhard Mennicken
Leonhard Mennicken (* 1. September 1874 in Raeren; † 11. November 1969 ebenda) war ein deutsch-belgischer Bildhauer.

## Leben
Der Vater von Leonhard Mennicken war Steinhauer. Des Weiteren hatte er einen älteren Bruder. Schon als Kind zeichnete Leonhard Heiligenbilder. In Aachen machte er eine Bildhauerlehre und ging an die Kunstgewerbeschule Aachen. Anschließend bildete er sich bei Karl Krauß an der RWTH Aachen weiter fort und gründete 1899 sein eigenes Atelier in Aachen, welches er 1918 nach Raeren verlagerte.

## Werke (Auswahl)
Leonhard Mennicken schuf vor allem sakrale Kunstwerke, welche vor allem in der Eifel und im Rheinland vorzufinden sind, darunter:
- 1893: Steinrelief für die Kirche St. Remigius in Viersen
- 1902: Kreuzweg für die Kirche St. Peter und Pankratius in Konzen
- 1907: Hochaltar für die Kirche Groß St. Arnold in Arnoldsweiler
- 1922–1923: Gedächtnisaltar für die Kriegerkapelle in Eynatten
- zw. 1921 und 1932: Kruzifix, Bänke und Kriegeraltar für die Kirche St. Nikolaus in Raeren[1]
- 1932: Kriegerdenkmal in Raeren[2]
- Kriegerdenkmal in der Sankt-Stephanus-Kirche in Walhorn
- zwischen 1933 und 1942: Restaurierung Altar und Tabernakel sowie Neuanfertigung der Statuten der Mutter Gottes und dem Heiligsten Herz Jesu aus französischem Sandstein für die Brigidakapelle im Eynatten-Berlotte
- 1961: Belle Croix